# Peter Collinson
Peter Kenneth Collinson (ur. 1 kwietnia 1936 w Lincolnshire, Anglia, zm. 16 grudnia 1980 w Los Angeles), brytyjski reżyser filmowy.